# Bathyprion
Bathyprion is een monotypisch geslacht van straalvinnige vissen uit de familie van gladkopvissen (Alepocephalidae). Het geslacht is voor het eerst wetenschappelijk beschreven in 1966 door Marshall.

## Soort
- Bathyprion danae Marshall, 1966